# Stand and Deliver (1988)
Stand and Deliver is een Amerikaanse dramafilm uit 1988, gebaseerd op het leven van Jaime Escalante die in de film gespeeld wordt door Edward James Olmos. Ook zijn zoon, Bodie Olmos speelt in de film mee, als Fernando Escalante.

## Verhaal
Jaime Escalante is een wiskundeleraar die tegen alle verwachtingen in erin slaagt om een klas met probleemjongeren wiskunde te leren.

## Rolverdeling
| Acteur               | Personage                 |
| -------------------- | ------------------------- |
| Edward James Olmos   | Jaime Escalante           |
| Estelle Harris       | secretaresse              |
| Virginia Paris       | Raquel Ortega             |
| Will Gotay           | Francisco "Pancho" Garcia |
| Ingrid Oliu          | Guadalupe "Lupe" Escobar  |
| Carmen Argenziano    | Jesse Molina              |
| Rosanna DeSoto       | Fabiola Escalante         |
| Vanessa Marquez      | Ana Delgado               |
| Lou Diamond Phillips | Angel Guzman              |
| Karla Montana        | Claudia Camejo            |
| Lydia Nicole         | Rafaela Fuentes           |
| James Victor         | Ana's vader               |
| Mark Eliot           | Armando "Tito" Guitaro    |
| Patrick Baca         | Javier Perales            |
| Andy García          | Ramirez                   |

## Prijzen
Edward James Olmos was genomineerd voor een Oscar en een Golden Globe voor zijn rol in de film, maar verloor deze beide aan Dustin Hoffman voor zijn rol in Rain Man. De film had veel succes bij de Independent Spirit Awards, waar hij prijzen won voor beste film, beste regisseur (voor Ramon Menendez), beste acteur (voor Olmos), beste mannelijke bijrol (voor Lou Diamond Phillips), beste vrouwelijke bijrol (voor Rosanna DeSoto) en beste script (voor Menendez en Tom Musca). De film werd in 2011 opgenomen in de National Film Registry.